# 清新町出入口

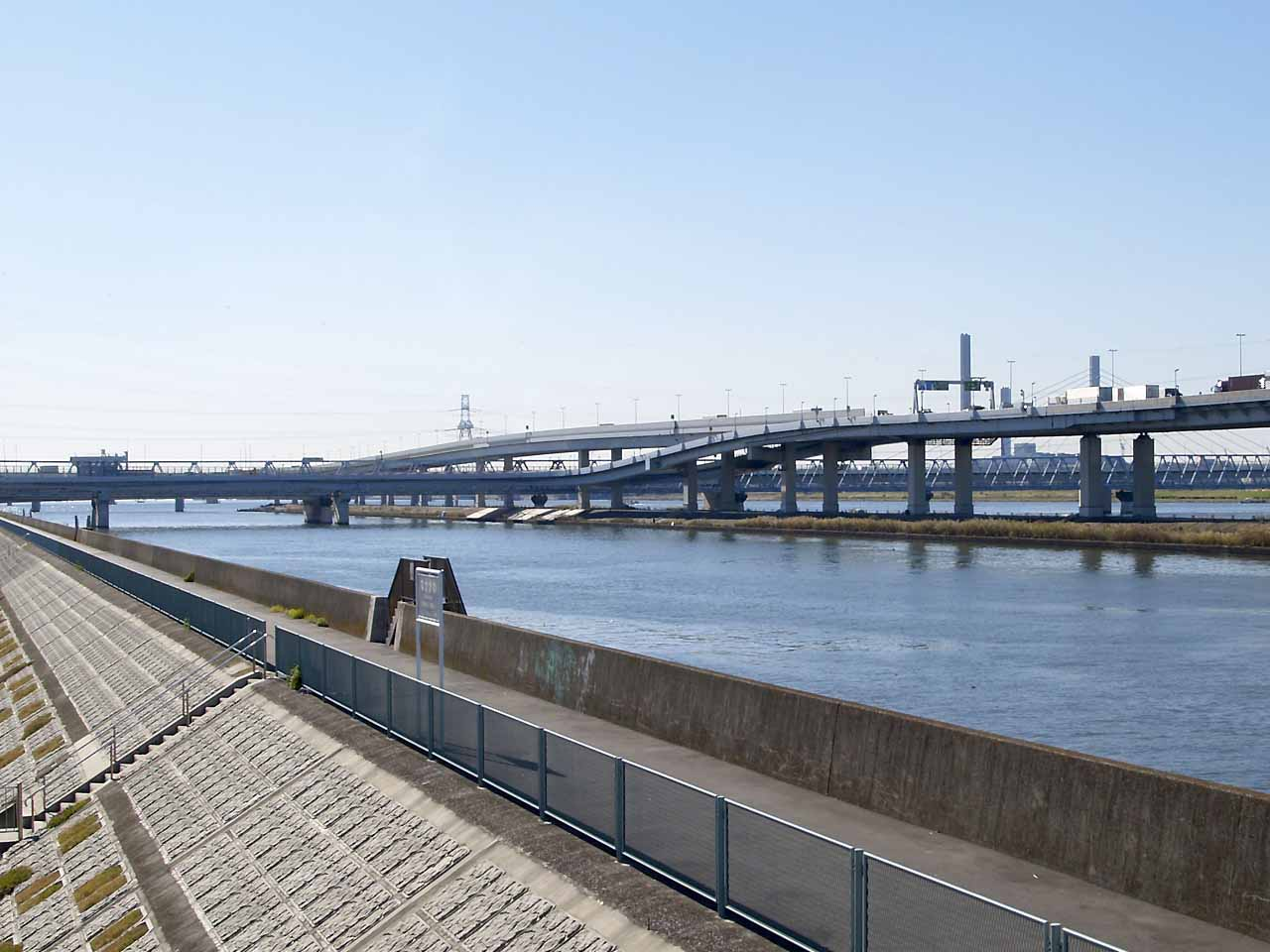
葛西橋から見た清新町出入口（出口）

清新町出入口（せいしんちょうでいりぐち）は、東京都江戸川区にある首都高速道路中央環状線のインターチェンジ。堀切JCT方面の出入口のみ設置されているハーフインターチェンジであるため、この出入口からは湾岸線を利用できない。
放射16号の清砂大橋と隣接しているため、インターチェンジの一部の構造体は清砂大橋と一体化されている。
清砂大橋東行き：環七方面への下り坂が清新一中北交差点（清砂大橋通りおよび船堀街道）をまたいでいる関係で、料金所へは清新一中北交差点および東京メトロ東西線の下をトンネルによって抜けてから登る構造を採る。そのため構造上江東区から清砂大橋を渡って当出入口に直接入ることはできず、船堀街道から入る場合は清砂大橋通りの江戸川区球場前にある西葛西6丁目交差点で転回するか、葛西橋通りや左近通り（東京臨海病院付近）、葛西中央通りや虹の広場通り、環七通りなどを迂回して清砂大橋通り西行きに出る必要がある。なお当出入口で下りる場合は清新一中北交差点に出て清砂大橋通りの西行き・東行きおよび船堀街道を利用可能である。
2022年（令和4年）4月1日以降、入口はETC専用となっている。

## 利用できる路線
- 首都高速中央環状線

## 連絡する一般道路
- 東京都道・千葉県道10号東京浦安線清砂大橋支線、東京都道450号新荒川葛西堤防線（清砂大橋通り）
- 東京都道308号千住小松川葛西沖線（船堀街道）

## 周辺
- 西葛西駅
- 荒川
- 中川
- 江戸川区立清新第一中学校
- 江戸川区球場
- 総合レクリエーション公園#子どもの広場

## 隣
首都高速中央環状線
(C46)船堀橋出入口 - (C47)清新町出入口 - 葛西JCT

## 沿革
- 2002年（平成14年）3月29日 : 供用開始。
- 2019年（令和元年）12月1日 : 小松川JCT・中環小松川入口が供用開始。中環小松川入口に入口番号c45を振ったため、船堀橋出入口がc46、清新町出入口がc47に変更された。
- 2022年（令和4年）4月1日 : 入口がETC専用になる[1]。